# Heineken Open 2004
L'Heineken Open 2004  è stato un torneo di tennis giocato sul cemento.
È stata la 48ª edizione dell'Heineken Open,che fa parte della categoria International Series nell'ambito dell'ATP Tour 2004.
Si è giocato all'ASB Tennis Centre di Auckland in Nuova Zelanda, dal 12 al 19 gennaio 2004.

## Campioni

### Singolare
Dominik Hrbatý ha battuto in finale  Rafael Nadal con il punteggio di 4–6, 6–2, 7–5

### Doppio
Mahesh Bhupathi /  Fabrice Santoro hanno battuto in finale  Jiří Novák /  Radek Štěpánek con il punteggio di 4–6, 7–5, 6–3